# Заглупання
Заглупання (рос. Заглупанье) — присілок в Верхнєландеховському районі Івановської області Російської Федерації.
Населення становить 5 осіб. Входить до складу муніципального утворення Симаковське сільське поселення.

## Історія
Від 2005 року входить до складу муніципального утворення Симаковське сільське поселення.

## Населення
| 1859 | 1905 | 2010 |
| ---- | ---- | ---- |
| 74   | ↘68  | ↘5   |